# سيغنس تشيبامبو
سيغنس تشيبامبو (بالإنجليزية: Signs Chibambo)‏ (13 أكتوبر 1987 بكيتوي في زامبيا - ) هو لاعب كرة قدم نيجيري في مركز الهجوم. شارك مع منتخب زامبيا لكرة القدم. أما مع النوادي، فقد لعب مع النادي المصري ونادي زيسكو يونايتد ونادي هارتلاند وNakambala Leopards F.C. ‏ وHapoel Ra'anana A.F.C. ‏.

## وصلات خارجية
- سيغنس تشيبامبو على موقع قاعدة بيانات كرة القدم.إي يو (الإنجليزية)